# العلاقات النرويجية الدومينيكانية
العلاقات النرويجية الدومينيكانية هي العلاقات الثنائية التي تجمع بين النرويج وجمهورية الدومينيكان.

## مقارنة بين البلدين
هذه مقارنة عامة ومرجعية للدولتين:
| وجه المقارنة                                              | النرويج                                                   | جمهورية الدومينيكان |
| --------------------------------------------------------- | --------------------------------------------------------- | ------------------- |
| المساحة (كم2)                                             | 385.21 ألف                                                | 48.67 ألف           |
| عدد السكان (نسمة)                                         | 5.33 مليون                                                | 10.40 مليون         |
| الكثافة السكانية (ن./كم²)                                 | 13.84                                                     | 213.68              |
| العاصمة                                                   | أوسلو                                                     | سانتو دومينغو       |
| اللغة الرسمية                                             | بوكمول، لغات السامي، نينوشك، اللغة النرويجية              | اللغة الإسبانية     |
| العملة                                                    | كرونة نروجية                                              | بيزو دومنيكاني      |
| الناتج المحلي الإجمالي (بليون دولار)                      | 398.83 مليار                                              | 75.93 مليار         |
| الناتج المحلي الإجمالي (تعادل القوة الشرائية) بليون دولار | 322.23 مليار                                              | 149.89 مليار        |
| الناتج المحلي الإجمالي الاسمي للفرد دولار أمريكي          | 74.40 ألف                                                 | 6.47 ألف            |
| الناتج المحلي الإجمالي للفرد دولار أمريكي                 | 65.61 ألف                                                 | 13.26 ألف           |
| مؤشر التنمية البشرية                                      | 0.944                                                     | 0.715               |
| رمز المكالمات الدولي                                      | +47                                                       | +1809، +1829، +1849 |
| رمز الإنترنت                                              | .no                                                       | .do                 |
| المنطقة الزمنية                                           | ت ع م+01:00، ت ع م+02:00، توقيت وسط أوروبا، أوروبا/أوسلو ‏ | 00                  |

## منظمات دولية مشتركة
يشترك البلدان في عضوية مجموعة من المنظمات الدولية، منها:
| علم المنظمة | اسم المنظمة                        | تاريخ انضمام النرويج | تاريخ انضمام جمهورية الدومينيكان |
| ----------- | ---------------------------------- | -------------------- | -------------------------------- |
|             | المنظمة الهيدروغرافية الدولية      | ?                    | ?                                |
|             | الاتحاد البريدي العالمي            | ?                    | ?                                |
|             | يونسكو                             | 4 نوفمبر 1946        | 4 نوفمبر 1946                    |
|             | البنك الدولي للإنشاء والتعمير      | 27 ديسمبر 1945       | 18 سبتمبر 1961                   |
|             | منظمة التجارة العالمية             | 1995                 | ?                                |
|             | وكالة ضمان الاستثمار متعدد الأطراف | 9 أغسطس 1989         | 7 مارس 1997                      |
|             | منظمة الشرطة الجنائية الدولية      | ?                    | ?                                |
|             | مؤسسة التمويل الدولية              | 20 يوليو 1956        | 31 أكتوبر 1961                   |
|             | الأمم المتحدة                      | 27 نوفمبر 1945       | 24 أكتوبر 1945                   |
|             | مؤسسة التنمية الدولية              | 24 سبتمبر 1960       | 16 نوفمبر 1962                   |
|             | منظمة حظر الأسلحة الكيميائية       | ?                    | ?                                |

## وصلات خارجية
- موقع وزارة الخارجية النرويجية